# محمد حامد أنصاري
محمد حامد أنصاري، (بالهندية मोहम्मद हामिद अंसारी) و (بالإنجليزية Mohammad Hamid Ansari)، هو نائب الرئيس الهندي منذ عام 2007 . أعيد انتخابه للمرة الثانية لمنصب نائب الرئيس، في نيودلهي في 7 أغسطس 2012.
وهو ثاني شخص يحصل على فترة ولاية ثانية على التوالي، وقد انتصر في الاقتراع وهزم خلال هذه الانتخابات منافسه مرشح الائتلاف الوطني الديمقراطي «جاسوانت سينغ» بنسبة كبيرة.
عمل سابقا سفيرا لبلاده في عدة دول.
وإضافة إلى العمل السياسي والدبلوماسي، فهو كاتب. ولد لعائلة مسلمة ثرية، أكمل الأنصاري درجة الماجستير في العلوم السياسية من جامعة جامعة عليكرة الإسلامية، كما في جامعة كلكتا، ثم جامعة عليكرة الإسلامية، ثم "S.t Edwards School,Simla"